# Eilicrinia mandschuria
Eilicrinia mandschuria är en fjärilsart som beskrevs av Eugen Wehrli 1940. Eilicrinia mandschuria ingår i släktet Eilicrinia och familjen mätare. Inga underarter finns listade i Catalogue of Life.